# Лапутіна Юлія Анатоліївна
Юлія Анатоліївна Лапутіна (нар. 9 жовтня 1966, Київ) — українська військовослужбовець, контррозвідник, спецпризначенець, кандидат психологічних наук, генерал-майор СБУ (2020), міністр у справах ветеранів України (18.12.2020 — 7.02.2024), заступник начальника Департаменту контррозвідувального захисту інтересів держави в сфері інформаційної безпеки СБУ (2014—2020). Член РНБОУ. Друга жінка-генерал в історії незалежної України.

## Життєпис
Народилася 9 жовтня 1966 року у м. Києві. Здобула педагогічну та психологічну освіту. Також захистила кандидатську дисертацію з психології і здобула науковий ступінь кандидата психологічних наук. Має професійну підготовку зі спортивної стрільби.
1992 року Юлія Лапутіна почала службу у лавах Служби безпеки України оперуповноваженою підрозділу контррозвідки.
Після створення антитерористичного центру СБУ «Альфа» запрошена до нього старшим офіцером. Під час служби брала участь у низці складних операцій із придушення сепаратистського путчу в Криму в 1994 році.
2008 року виступила з ініціативою втілення концепції ментальної інтеграції мешканців АР Крим до України, але після приходу до влади Віктора Януковича її було припинено.
Юлія Лапутіна протягом 2010—2012 років була заступницею начальника Центру спеціальних операцій «А» Служби безпеки України.
14 квітня 2014 року у складі першої об'єднаної групи СБУ висадилась на Краматорському аеродромі, захист якого забезпечував спецпідрозділ «Альфа». Пізніше вона згадувала, що, вилітаючи у Донецьку область, вони тоді точно не знали, що там відбувається, і лише прибувши зрозуміли, що опинилися в облозі. Лапутіна налагодила контакти з проукраїнськими активістами, займалася розвідкою, збором та передачею інформації до Києва. За допомоги активістів виїжджала до міста для оцінки ситуації та проведення рекогностування: була відкинута тактика військових дій і діяли іншими методами, зокрема, інформаційними, розкидаючи листівки з вертольота. Неодноразово вела перемовини з місцевими прибічниками проросійських формувань, які мали на меті штурм блокпостів українських військових, завдяки чому штурму вдалося уникнути.
Під час окупації Краматорська проросійськими формуваннями завдяки допомозі проукраїнських активістів зробила радіозвернення до жителів міста від імені українського уряду з рекомендаціями щодо виживання під час обстрілів та запевнення щодо повернення міста під контроль уряду України. Кадри з відео з щойно звільнених Слов'янська та Краматорська від проросійських формувань, зроблені Юлією Лапутіною на мобільний телефон, увійшли до фільму «4 роки АТО — 26 років на службі Народу України». Також вона брала участь у другому Харківському міжнародному безпековому форумі.
Юлія Лапутіна у вересні — грудні 2014 року командувала оперативною групою СБУ в АТО та виконувала завдання із затримання учасників проросійських терористичних формувань.
Після звільнення Краматорська від російських бойовиків ініціювала акцію «Краматорськ — це Україна», яку підхопили в інших містах.
2014 року призначена заступницею начальника Департаменту контррозвідувального захисту інтересів держави в сфері інформаційної безпеки СБУ. В СБУ вона займається контррозвідкою у сфері інформаційної безпеки.
Станом на травень — червень 2017 рік Юлія Лапутіна мала звання полковника.
Проводить багато публічних заходів та лекцій щодо джерел війни на Сході України, методів ведення інформаційної війни Росії проти України та смислової війни Росії проти України, а також участі в ній УПЦ МП.
25 березня 2020 року отримала військове звання генерал-майора, ставши другою жінкою-генералом в історії незалежної України.
Член Консультативної ради у справах ветеранів війни, сімей загиблих (померлих) захисників України.
18 грудня 2020 року Верховна Рада України проголосувала за призначення Лапутіної Міністром у справах ветеранів України (248 голосів «за»). Член РНБОУ з 17 лютого 2021 року.
5 лютого 2024 року подала заяву про відставку з посади Міністра у справах ветеранів України. Президент Зеленський назвав її звільнення перезавантаженням у цій сфері.
7 лютого Верховна рада звільнила Лапутіну Комітет з питань соціальної політики зазначив незадовільну роботу міністерства. Громадська рада при Мінветеранів вимагала відставки через «провал роботи з ветеранами» та не реалізації низки напрямків роботи. Також її критикували військовослужбовці за низьку якість реалізації проєкту «Помічник ветерана» та прогалини в організації медичної реабілітації ветеранів.

## Родина
Одружена. Її чоловік також працює в Службі безпеки України. Виховує двох дочок.